# Engleria
Engleria é um género botânico pertencente à família Asteraceae.